# Jambapura, Kolar
Jambapura là một làng thuộc tehsil Kolar, huyện Kolar, bang Karnataka, Ấn Độ.